# Classification des verres optiques
La classification des verres optiques est un moyen d'identifier les verres optiques afin de les différencier entre eux.

## Convention internationale
Il existe une convention internationale de codification des verres optiques basée sur la norme militaire américaine MIL-G-174B. À chaque verre est assigné un nombre à 6 chiffres : les trois premiers chiffres de la décimale de l'indice de réfraction puis les trois premiers chiffres du nombre d'Abbe du verre, les deux groupes de chiffres étant séparés par un tiret. L'indice et la constringence sont prises à la raie d de l'hélium (589,3 nm). La norme a été créée en 1986 pour répondre au besoin croissant de normalisation de la dénomination des verres optiques, qui sont d'habitude nommés selon des conventions propres au fabricant.

## Codifications propres aux fabricants
Chaque fabricant a de son côté adopté une dénomination particulière pour ses verres. Le plus souvent un verre est nommé à partir de l’abréviation de son composant principal (par exemple « La » pour le lanthane) et l’abréviation de son type (crown ou flint). Un verre dit léger ou dense, nommé ainsi pour la proportion relative de métaux lourds par rapport au reste des matériaux, est noté respectivement L ou S et les verres dit courts ou à dispersion anormale, sont notés Kz (pour Kurz) pour Schott. Lorsque le spectre a été étendu vers un domaine particulier, l'usage est d'ajouter « UV » ou « IR » au nom du verre (exemple du UV-SiO2) et des notations spécifiques sont apposées aussi pour les verres spéciaux réservés à un usage particulier comme les verres pour lasers, les verres acousto-optiques, rotateurs de Faraday, filtres, verres anti-radiations, etc.. Ces notations varient d'un fabricant à l'autre.
| Famille du verre   | nd     | νd    | Codification internationale MIL-G-174-B | Codifications des principaux producteurs | Codifications des principaux producteurs | Codifications des principaux producteurs | Codifications des principaux producteurs | Codifications des principaux producteurs | Codifications des principaux producteurs | Codifications des principaux producteurs | Codifications des principaux producteurs | Codifications des principaux producteurs |
| Famille du verre   | nd     | νd    | Codification internationale MIL-G-174-B | Schott                                   | Pilkington                               | Hoya                                     | Ohara                                    | Sumita                                   | Corning                                  | CDGM                                     | Nikon-Hikari                             | Potapenko                                |
| ------------------ | ------ | ----- | --------------------------------------- | ---------------------------------------- | ---------------------------------------- | ---------------------------------------- | ---------------------------------------- | ---------------------------------------- | ---------------------------------------- | ---------------------------------------- | ---------------------------------------- | ---------------------------------------- |
| Crown borosilicate | 1.5168 | 64.17 | 517-642                                 | BK7                                      | BSC517642                                | BSC7                                     | S-BSL7                                   | K-BK7                                    | B16-64                                   | D/H-K9L                                  | J-BK7                                    | K8 (516-610)                             |
| Baryum crown       | 1.5688 | 56.05 | 569-561                                 | BaK4                                     | MBC569561                                | BAC4                                     | S-BAL14                                  | -                                        | B69-56                                   | H-BaK7                                   | J-BAK4                                   | BF6 (569-494)                            |
| Crown dense        | 1.6204 | 60.32 | 620-603                                 | SK16                                     | DBC620603                                | BACD16                                   | S-BSM16                                  | K-SK16                                   | C20-60                                   | H-ZK9 A                                  | J-SK16                                   | TK20 (622-567)                           |
| Lanthane flint     | 1.7439 | 44.85 | 744-448                                 | LaF2                                     | LAF744447                                | LaF2                                     | S-LAM2                                   | K-LaF2                                   | D44-45                                   | H-LaF3                                   | J-LAF2                                   | CTK19 (744-504)                          |
| Flint dense        | 1.7847 | 25.76 | 785-258                                 | SF11                                     | DEDF785258                               | FD11                                     | S-TIH11                                  | K-SFLD11                                 | D85-26                                   | ZF51                                     | J-SF11                                   | TF12 (785-256)                           |

Plusieurs fabricants (par exemple Sumita et Nikon) reprennent les notations de Schott pour les verres dont les propriétés sont identiques à ceux du catalogue Schott. Il est à noter que les catalogues Pilkington et Corning ne sont plus disponibles mais continuent encore en 2012 d'être recensés dans des logiciels de conception optique ou de tracé de rayon,. Les verres de Schott sont codés selon l'élément ou la caractéristique principale du verre (Court : Kz, Lanthane : La, Dense : S, etc.), son genre (Crown : K, Flint : F) puis un nombre. À l'instar de Schott, Hoya, Ohara, Potapenko et CDGM utilisent aussi des abréviations spécifiques pour chaque groupe de verre, et y ajoutent un nombre. Pour Pilkington ce nombre est le code international du verre.
Corning possède une notation plus complexe d'une lettre suivie de deux paires de chiffres. La lettre permet de déterminer quel est le chiffre des dixièmes de l'indice de réfraction, la première paire de chiffre est le centième et le millième de l'indice. Après le trait d'union, la deuxième paire de chiffre est la constringence arrondie à l'entier le plus proche.